# Montana National Guard

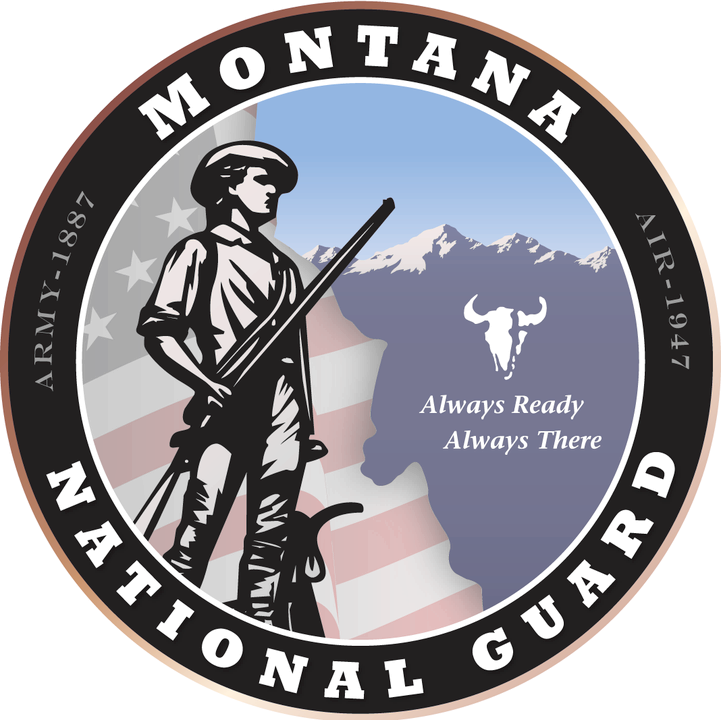
Logo der Montana National Guard

Die Montana National Guard (MTNG) des Montana  Department of Military Affairs des US-Bundesstaates Montana ist Teil der im Jahr 1903 aufgestellten Nationalgarde der Vereinigten Staaten (akronymisiert USNG) und somit auch Teil der zweiten Ebene der militärischen Reserve der Streitkräfte der Vereinigten Staaten.

## Organisation
Die Mitglieder der Nationalgarde sind freiwillig Dienst leistende Milizsoldaten, die dem Gouverneur von Montana (aktuell Greg Gianforte) unterstehen. Bei Einsätzen auf Bundesebene ist der Präsident der Vereinigten Staaten Commander-in-Chief. Adjutant General of Montana ist Major general John „Pete“ Hronek.
Die Montana National Guard führt ihre Wurzeln auf Milizverbände aus dem Jahr 1887 zurück, erste Verbände im Montana Territory wurden aber schon 1867 gebildet. Die Air National Guard wurde 1947 gegründet. Die Nationalgarden der Bundesstaaten sind seit 1903 bundesgesetzlich und institutionell eng mit der regulären Armee und Luftwaffe verbunden, so dass (unter bestimmten Umständen mit Einverständnis des Kongresses) die Bundesebene auf sie zurückgreifen kann. Montana unterhält keine Staatsgarde, die allein dem Bundesstaat verpflichtet wäre.
Die Montana National Guard besteht aus den beiden Teilstreitkraftgattungen des Heeres und der Luftstreitkräfte, namentlich der Army National Guard und der Air National Guard. Die Montana Army National Guard hatte 2017 eine Stärke von 2566 Personen, die Montana Air National Guard eine von 957, was eine Personalstärke von gesamt 3523 ergibt.

## Wichtige Einheiten und Kommandos
- Joint Forces Headquarters in Fort Harrison, Helena

### Army National Guard
- 95th Troop Command in Helena[2]
- 495th Combat Sustainment Support Battalion in Kalispell[2]
- 1889th Regional Support Group in Butte[2]
- 208th Regiment (Regional Training Institute) in Helena[2]
- 1st Battalion (General Support), 189th Aviation Regiment in Helena[2]
- 83rd Civil Support Team (WMD-CST) in Helena[2]
- 103rd Public Affairs Detachment in Helena[2]
- 190th Combat Service Support Battalion in Billings[2]
- 190th Chemical Reconnaissance Detachment in Helena[2]
- 1941st Contingency Contracting Team in Helena[2]
- 143rd Military Police Company in Livingston[2]
- 443rd Signal Company in Billings[2]
- 1063rd Support Maintenance Company in Billings[2]
  - Detachment 1 in Dillon[2]
- 639th Quartermaster Supply Company in Havre[2]
  - Detachment 1 in Libby[2]
  - Detachment 2 in Kalispell[2]
- 1st Battalion, 163rd Cavalry Regiment
  - Headquarters und Headquarters Company in Belgrade[2]
  - Company A[2]
    - Detachment 1 in Lewistown[2]
    - Detachment 2 in Billings[2]

  - Company B in Kalispell[2]
  - Company C in Great Falls[2]
    - Detachment 1 in Kalispell[2]
- 230th Vertical Engineering Platoon in Anaconda[2]
- 1049th Engineer Detachment in Helena[2]
- 484th Military Police Company[2]
  - Detachment 1 in Glasgow[2]
  - Detachment 2 in Billings[2]
- 260th Engineer Support Company in Miles City[2]
  - Detachment 1 in Sidney[2]
  - Detachment in Culbertson[2]

### Air National Guard
- 120th Airlift Wing auf der Great Falls Air National Guard Base[3]
- 219th RED HORSE Squadron[3]